# Anthropic
Anthropic — американская технологическая компания в сфере искусственного интеллекта (ИИ), основанная бывшими сотрудниками OpenAI, создатель семейства больших языковых моделей под общим названием Claude.
Anthropic специализируется на разработке общих систем искусственного интеллекта и языковых моделей, придерживаясь ответственного подхода к созданию и использования ИИ. С конца 2022 года Google инвестировал в компанию почти 400 миллионов долларов, а Anthropic объявила о партнерстве с Google Cloud.

## История
Компания Anthropic была основана в 2021 году бывшими старшими сотрудниками OpenAI, главным образом Даниэлой и Дарио Амодеи Брат и сестра Амодеи были одними из тех, кто покинул OpenAI из-за разногласий в направлениях развития компании, в частности в связи с партнёрством OpenAI с Microsoft в 2019 году. В феврале 2023 года на компанию Anthropic подала в суд техасская компания Anthrop LLC за использование зарегистрированной торговой марки «Anthropic A.I.».

## Проекты

### Claude
Состоящая из бывших исследователей, участвовавших в разработке ChatGPT от OpenAI, компания Anthropic начала разработку собственного чат-бота с искусственным интеллектом, названного Claude. Как и ChatGPT, Claude использует интерфейс обмена сообщениями, в котором пользователи могут задавать вопросы и получать подробные и точные ответы.
Первоначально Claude был доступен в закрытом бета-тестировании через интеграцию со Slack, теперь он доступен пользователям через приложение Poe от Quora на IOS и Android, а также на одноимённом сайте.
Anthropic добавила инструмент Research в чат-бота Claude, который подходит для «исследовательских задач». Функция доступна в ранней бета-версии для пользователей подписок Max, Team и Enterprise в США, Японии и Бразилии. Также Claude получил интеграцию с почтой Gmail, «Календарём» и «Документами». Бот сможет находить информацию в переписке, просматривать документы и календарь. Кроме того, была добавлена интеграция с Google Workspace.

### Исследование интерпретируемости
Anthropic также публикует исследования по интерпретируемости систем машинного обучения, уделяя особое внимание архитектуре-трансформеру.